# Думитреску, Роксана
Роксана Даньела Думитреску (рум. Roxana Daniela Dumitrescu, род. 27 июня 1967), после замужества взявшая фамилию Тоадер (рум. Toader) — румынская фехтовальщица-рапиристка, призёр Олимпийских игр. Мастер спорта Румынии (1991), заслуженный мастер спорта Румынии (1992).

## Биография
Родилась в 1967 году в Урзичени. Окончила факультет кибернетики Экономической академии в Бухаресте. Занималась фехтованием в клубе «Стяуа», её наставниками были Ольга Сабо и заслуженный тренер Тудор Петруш. В 1990 году стала чемпионкой Румынии в личном первенстве, с 1986 по 1993 год — в командном первенстве. Заняла восьмое место на летней Универсиаде 1991 в Шеффилде. В 1992 году стала обладательницей бронзовой медали Олимпийских игр в Барселоне в составе команды. В 1993 году завоевала бронзовую медаль на этапе Кубка мира в Гёппингене.
Неоднократно становилась призёром чемпионата Балкан, «Кубка Дружбы», Кубка европейских чемпионов (в составе «Стяуа»).